# Omphalotus
Omphalotus Fayod, Annls Sci. Nat., Bot., sér. 6 9: 338 (1889).
(in figura: Omphalotus nidiformis)
Omphalotus è un genere di funghi basidiomiceti appartenente alla famiglia Omphalotaceae.

## Specie di Omphalotus
La specie tipo è Omphalotus olearius (DC.) Singer, altre specie incluse nel genere sono:
- Omphalotus guepiniformis (Berk.) Neda (2004)
- Omphalotus illudens (Schwein.) Bresinsky & Besl (1979)
- Omphalotus lutescens Raithelh. (1988)
- Omphalotus mangensis (Jian Z. Li & X.W. Hu) Kirchm. & O.K. Mill. (2002)
- Omphalotus mexicanus Guzmán & V. Mora (1984)
- Omphalotus nidiformis (Berk.) O.K. Mill. (1994)
- Omphalotus olivascens H.E. Bigelow, O.K. Mill. & Thiers (1976)
- Omphalotus subilludens (Murrill) H.E. Bigelow (1982)